# Charles Joseph Hullmandel
Charles Joseph Hullmandel (1789-1850) est un imprimeur-lithographe britannique, l'un des premiers à ouvrir et développer cette activité à Londres.

## Biographie
Né à Queen Street, quartier de Mayfair, Charles Joseph Hullmandel est le fils du célèbre compositeur Nicolas-Joseph Hüllmandel et de Camille-Aurore du Cazan, une française qu'il avait épousée à Paris en 1787 ; la famille partit s'installer à Londres après 1790, au moment de la révolution. 
Le jeune homme étudie les arts en Europe. En 1818, lors d'un voyage à Munich, il rencontre Rodolphe Ackermann qui lui donne l'idée d'importer en Angleterre une presse lithographique, technique que ce dernier connaissait bien pour avoir traduit en anglais le premier traité sur la question. Après quelques leçons de chimie prises sous la direction de Michael Faraday, il ouvre son atelier en 1819, sur Great Marlborough Street, un établissement qu'il maintient en activité jusqu'à sa mort.
Durant près de trente ans, Charles Joseph Hullmandel va être l'un des principaux imprimeurs d'estampes lithographiées sur la place de Londres. Sa production s'élève à plusieurs milliers de planches. Parmi ses spécialités, la représentation de paysages, qui va connaître un certain succès, en pleine vogue romantique. Il contribue entre autres à populariser les motifs peints par J. M. W. Turner.
En 1824, en partenariat avec Ackermann, il publie un essai, The Art of Drawing on Stone qui devient une sorte de manuel de savoir-faire pour un grand nombre de professionnels de l'édition d'estampes lithographiées. Un peu plus tôt, il est contacté par l'éditeur français Charles Motte, qui connaît à Paris des ennuis avec la censure : Hullmandel édite certaines de ses planches les plus audacieuses. 
Le premier album lithographié et imprimé directement en couleurs est Picturesque Architecture in Paris de Thomas Shotter Boys, paru en 1839 et sorti des presses de Hullmandel, via le procédé de « lithotinte », qui est différent de celui inventé par Geoffroy Engelmann.
En 1843, il noue un partenariat avec Joseph Fowell Walton ; l'entreprise, nommée Hullmandel & Walton poursuit sa croissance. 
En 1850, âgé de 61 ans, il meurt Westminster, puis est enterré au cimetière de Highgate.

## Galerie

Quelques estampes publiées par Hullmandel
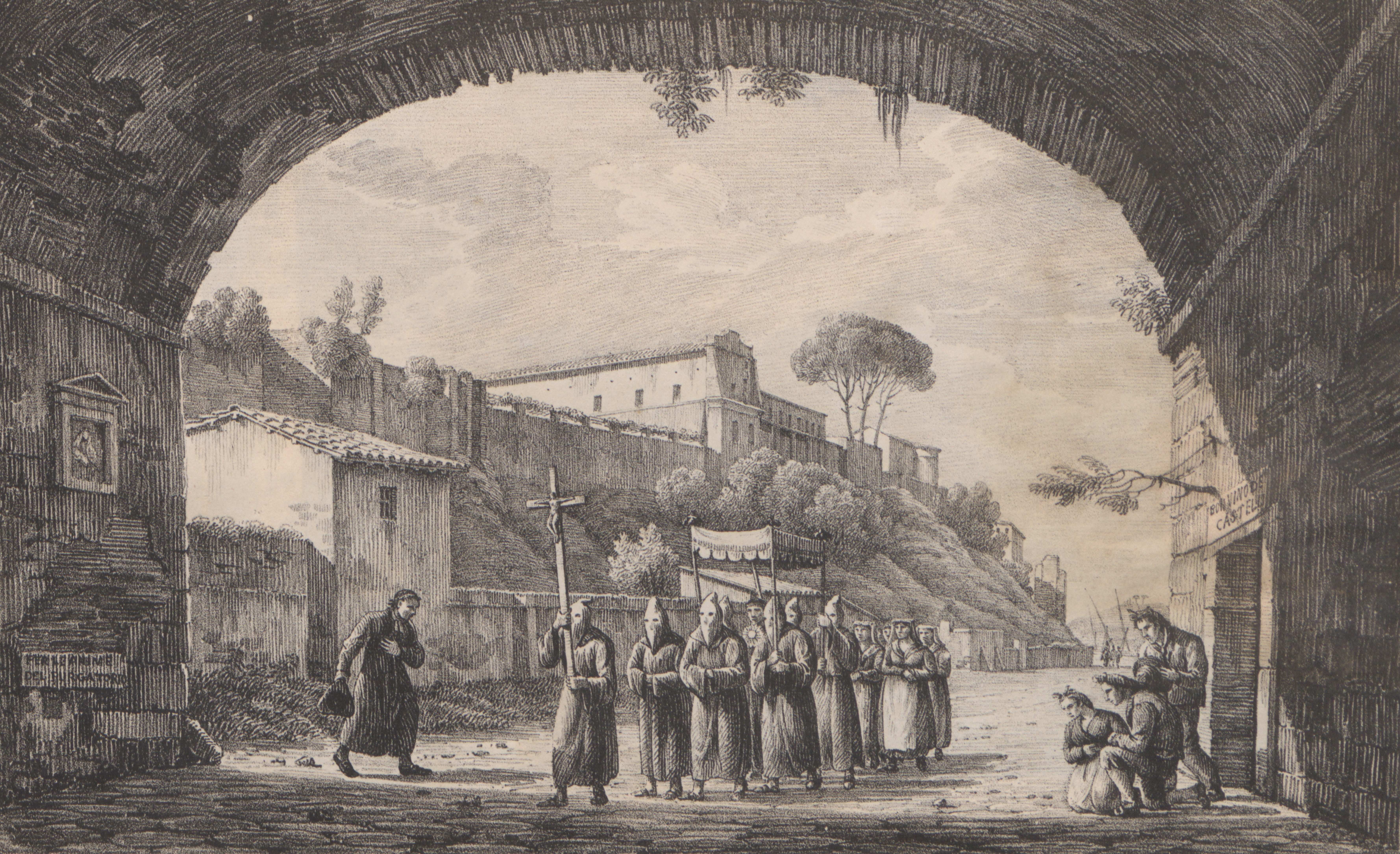
Lithographie extraite de Twenty-four views of Italy (1818-1819)
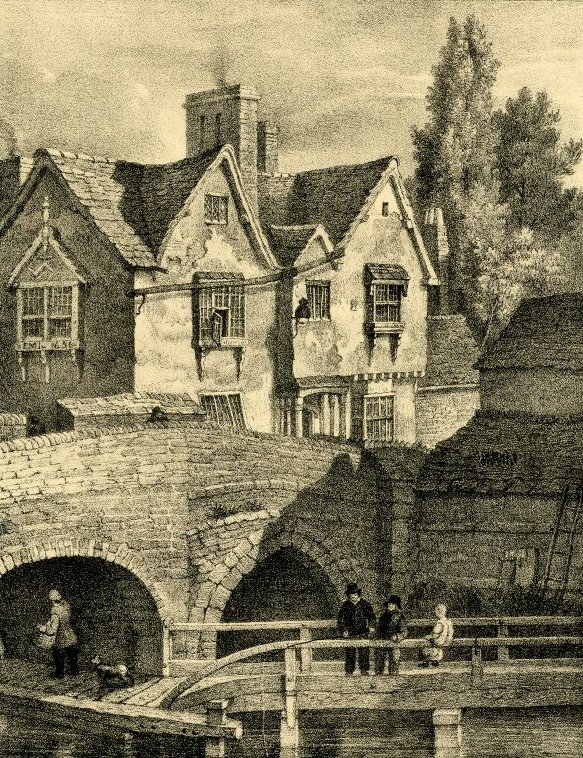
Old buildings on the West Bridge, Leicester (vers 1830)
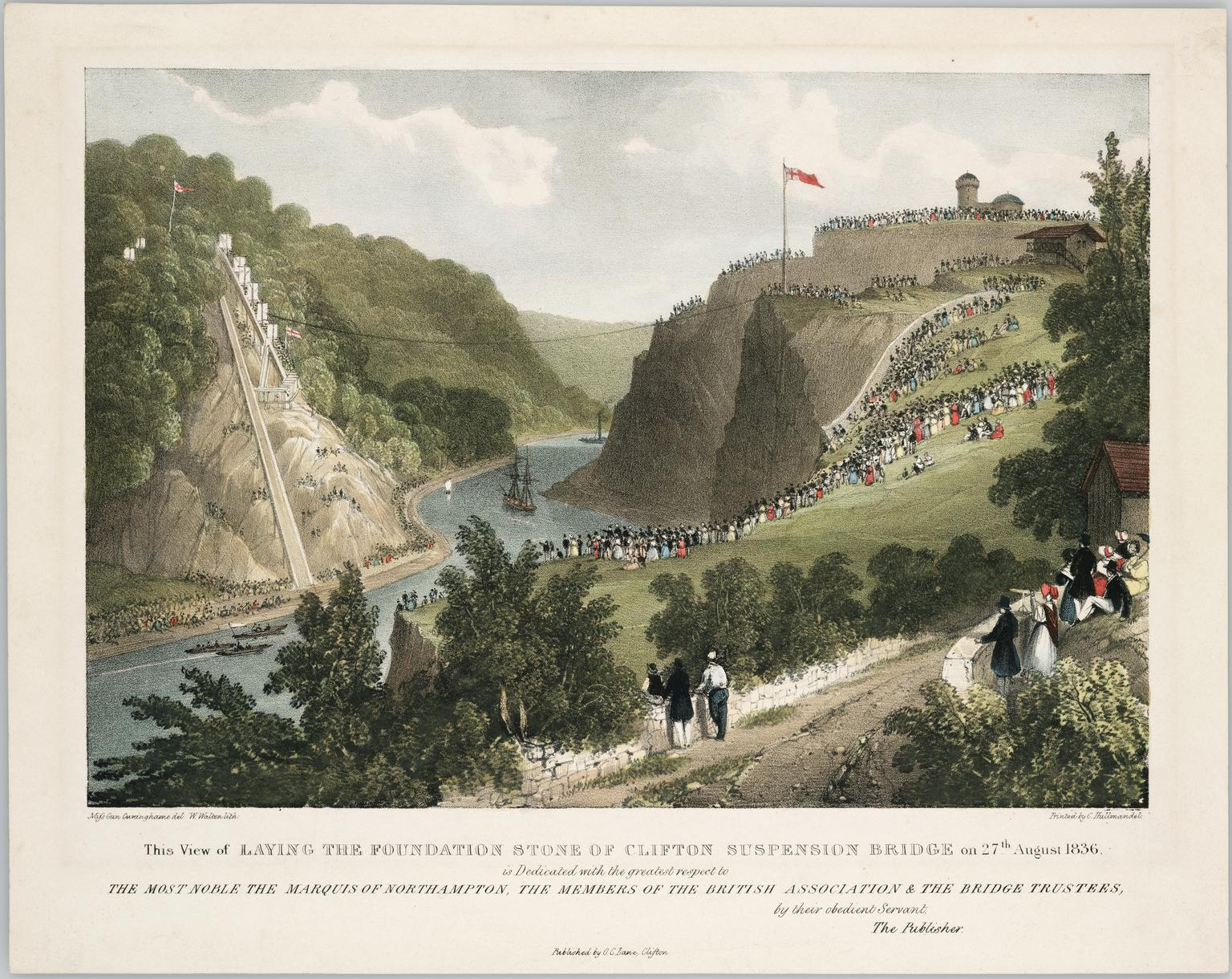
View of laying the foundation stone of Clifton Suspension Bridge (1836)